# Vobis
Vobis GmbH is een Duitse franchiseketen en leverancier van computer- en randapparatuur. Het bedrijf startte in 1975 en het hoofdkantoor is gevestigd in Potsdam. Het Latijnse woord vobis betekent in het Nederlands voor u.

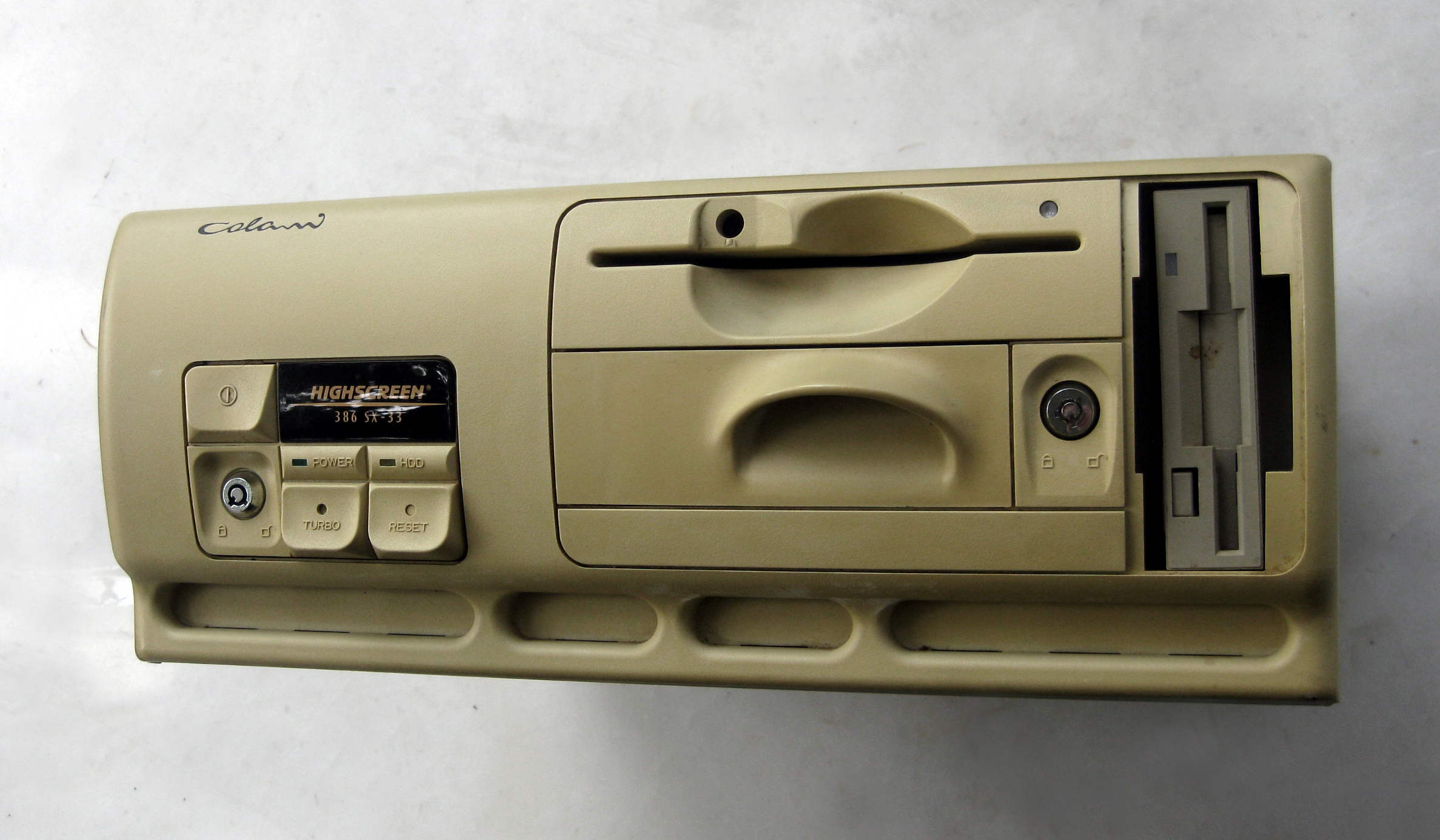
Een door Luigi Colani ontworpen IBM-compatible desktopcomputer die onder het huismerk Highscreen werd verkocht.

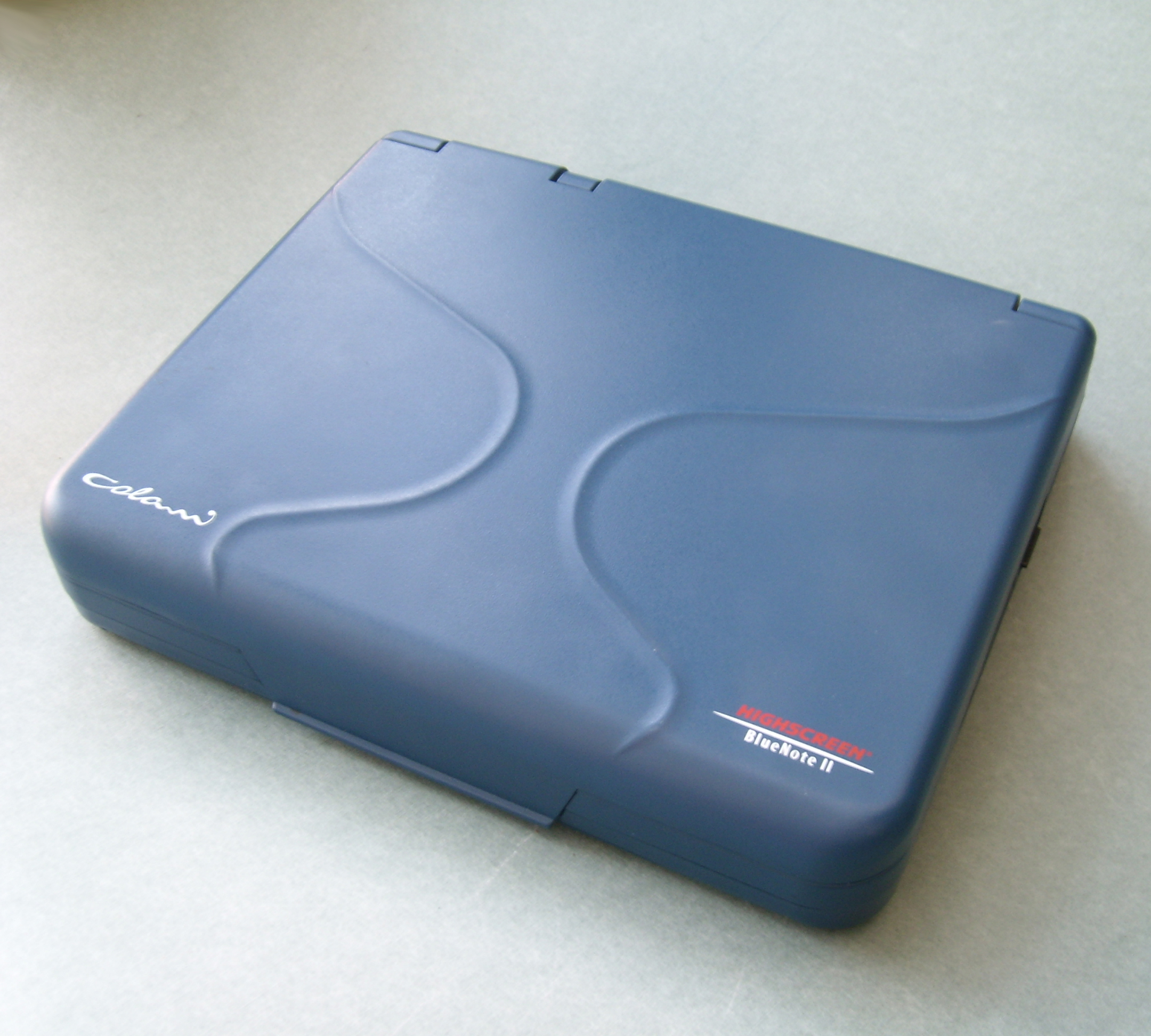
Een Highscreen-notebook.

## Geschiedenis
Vobis werd opgericht door de studenten Theo Lieven en Rainer Fraling in het Duitse Aken. De twee studeren aan de plaatselijke Technische Universiteit en verkochten studiematerialen aan hun medestudenten, zoals rekenlinialen en rekenmachines. Doordat de studenten op succesvolle wijze de leermiddelen wisten te verkopen voor lagere prijzen en in massaverkoop, bleek dit het begin voor een eigen bedrijfje, dat in 1975 onder de naam Vero GmbH werd gestart.
In 1981 werd de naam omgedoopt naar Vobis Data Computer GmbH. In 1989 nam Metro AG een belang in het bedrijf voordat het in 1991 werd omgezet in een naamloze vennootschap. Vobis breidde het aantal winkels uit naar het buitenland en opende vestigingen in Oostenrijk, Polen, België en Frankrijk.
Onder het huismerk Highscreen werden in de jaren 90 personal computers, monitoren en accessoires verkocht. Sommige van deze huismerkproducten werden ontworpen door Luigi Colani. Van 1993 tot 1997 gaf Vobis ook het computertijdschrift Highscreen Highlights uit. In 1993 ging de miljoenste Highscreen-pc over de toonbank.
In 1997 introduceerde Vobis de Highscreen Alpha 5000, een desktopcomputer gebaseerd op de DEC Alpha-processor, oorspronkelijk ontwikkeld voor de professionele markt. In hetzelfde jaar was Vobis vertegenwoordigd in elf landen met 776 vestigingen.
Metro splitste de groep begin 1999 op door de negen buitenlandse vestigingen te verkopen en de computerproductie af te splitsen in dochteronderneming Maxdata.
In 2003 sloot het voormalige moederbedrijf Metro een overeenkomst met het bedrijf om Vobis-producten te verkopen in de warenhuizen van Galeria Kaufhof, waardoor het aantal Vobis-winkels in heel Duitsland toenam van 65 naar 323.
In 2004 verhuisde het hoofdkantoor van Vobis van Würselen naar Potsdam als onderdeel van een grote herstructurering. De vestigingen opereerden voortaan grotendeels onder de naam "Vobis digital expert", wat duidelijk moest maken dat Vobis haar dienstverlening uitbreidde naar digitale media. Ook ging het bedrijf zich richten van de verkoop van computersystemen naar onderdelenhandel en service. Na het verliezen van een rechtszaak over de naam "digital expert" ging het bedrijf verder als Vobis.

## Vobis in Nederland
Vobis opende in 1991 haar eerste winkel in Nederland en was destijds de eerste keten van computerspeciaalzaken in Nederland.
In 2003 volgde een vijandige overname door de BAS Group van 50 computerwinkels van Vobis, die onder eigen naam bleven handelen. Door de overname hoopte BAS Group een van de grootste computerretailers van Nederland te worden. Door wrijving koos een meerderheid van de zelfstandige winkeliers er voor om uit de Vobis-keten te stappen en een eigen keten op te richten onder de naam ViComputer. Deze winkeliers gingen een samenwerking aan met Paradigit.
In 2022 zijn er in Nederland 42 zelfstandige Vobis-winkels of franchisenemers.